# Kawerna w Bodzowie
Kawerna w Bodzowie lub Kawerna IV – kawerna na wzgórzu Solnik w Dzielnicy VIII Dębniki w Krakowie. Znajduje się pod szczytem wzgórza, w odległości około 150 m od ruin fortu artyleryjskiego 53 „Bodzów”.

## Opis obiektu
Wykuta w skale kawerna ma 6 otworów. Otwory nr 5 i 6 mają ekspozycję południowo-wschodnią. Otwór nr 6 wychodził w najwyższym miejscu kamieniołomu, ale jest zasypany. Obok niego, na tej samej wysokości wychodzi otwór nr 5. Prowadzą od nich w głąb skały korytarze do dużych komór wykutych w głębi skał. Od komór tych można wyjść na drugą stronę zbocza otworami nr 1, 2, 3 lub 4. Otwór nr 4 znajduje się na szczycie wzgórza. Najłatwiejsze wejścia do kawerny prowadzą otworami nr 2 i 3 o ekspozycji północnej. Krótkie korytarze za tymi otworami doprowadzają do sali o wymiarach 15 m × 6 m. Wewnątrz są jeszcze dwie inne duże komory i trzy mniejsze, połączone systemem korytarzy. Te większe mają prostokątny kształt i rozmiary 28 × 6 m, wysokość 3 m.
Kawernę wykuto w wapieniach pochodzących z jury późnej. Na dnie jej korytarzy i komór znajduje się drobny wapienny gruz zmieszany z gliną. Brak nacieków. Kawerna jest sucha, tylko podczas deszczów jej strop w niektórych miejscach przecieka. Światło słoneczne oświetla jedynie partie przy otworach i komorę za otworami nr 2 i 3. Zimą między tymi otworami a otworem 5 istnieje przewiew powietrza.
Zimą w kawernie hibernują nietoperze.

## Historia
Kawerna należała do fortu artyleryjskiego nr 53 „Bodzów” będącego jednym z obiektów Twierdzy Kraków. Wykuli ją Austriacy w latach 1914–1916. Miała służyć jako schron. Jej plan i dokumentację opracował B. Słobodzian w lutym 1997 r..
Na południowych zboczach Solnika, nad ul. Tyniecką znajduje się druga kawerna fortu „Bodzów” – kawerna Kostrze.

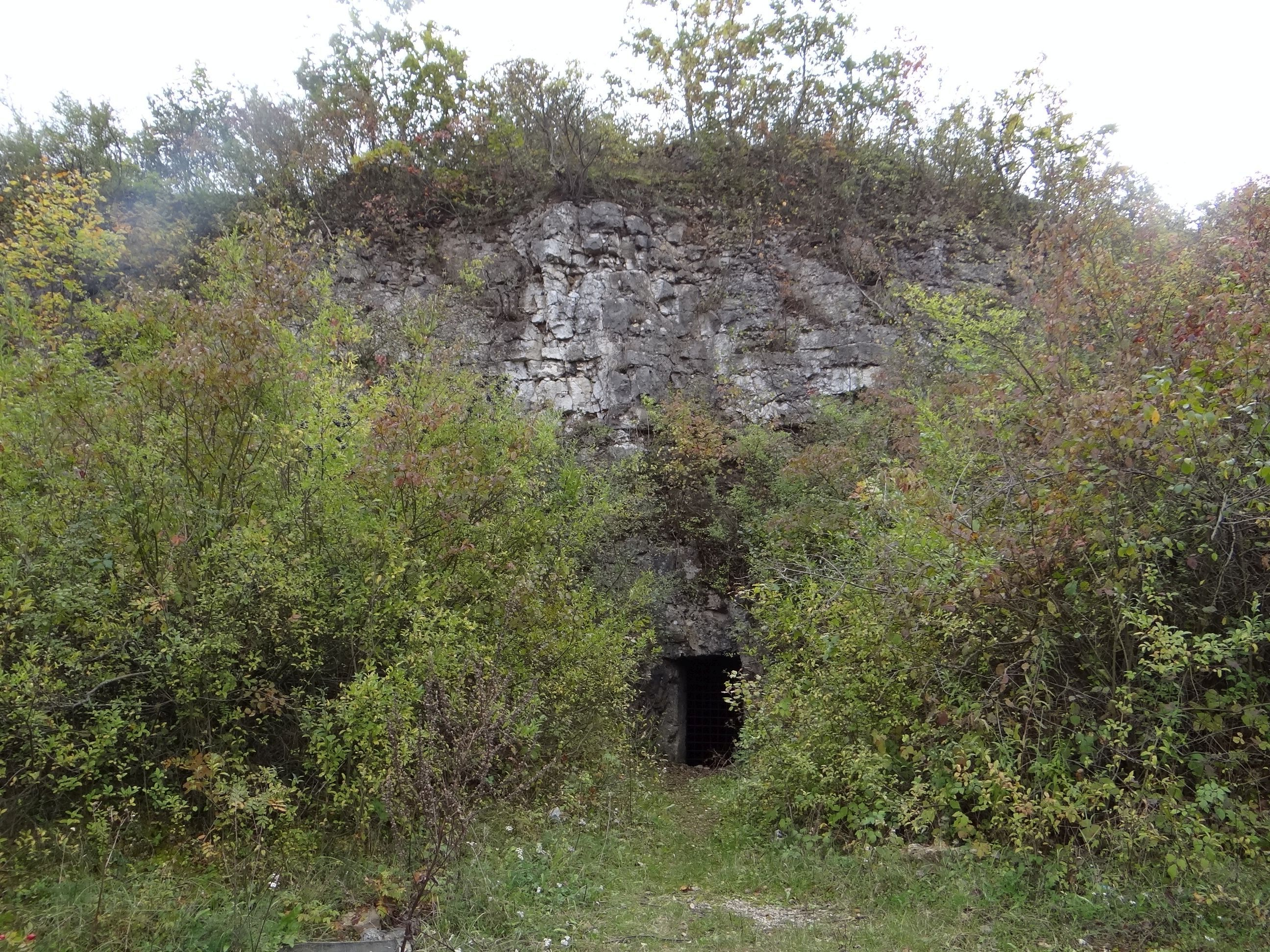
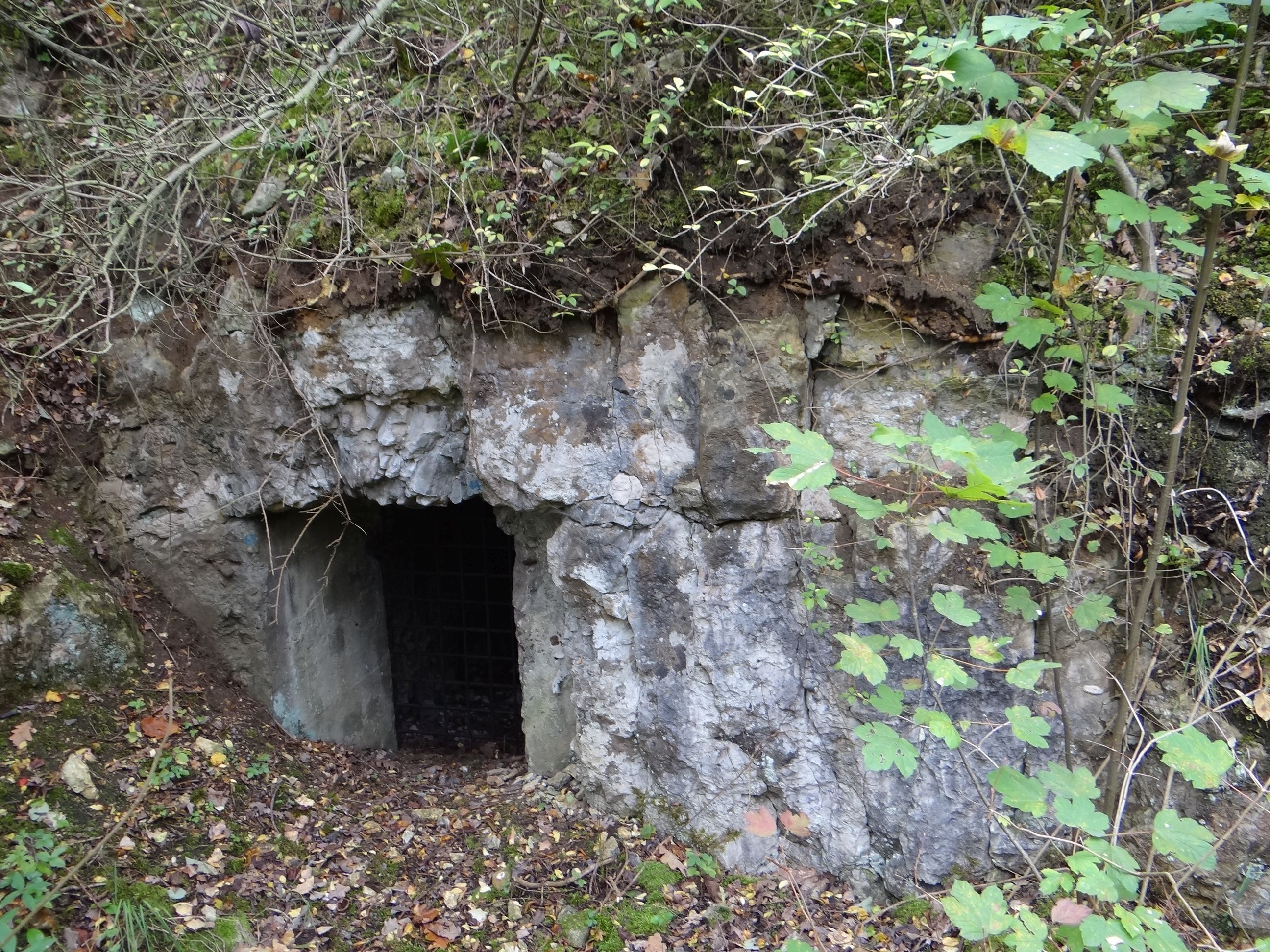
Otwór nr 2
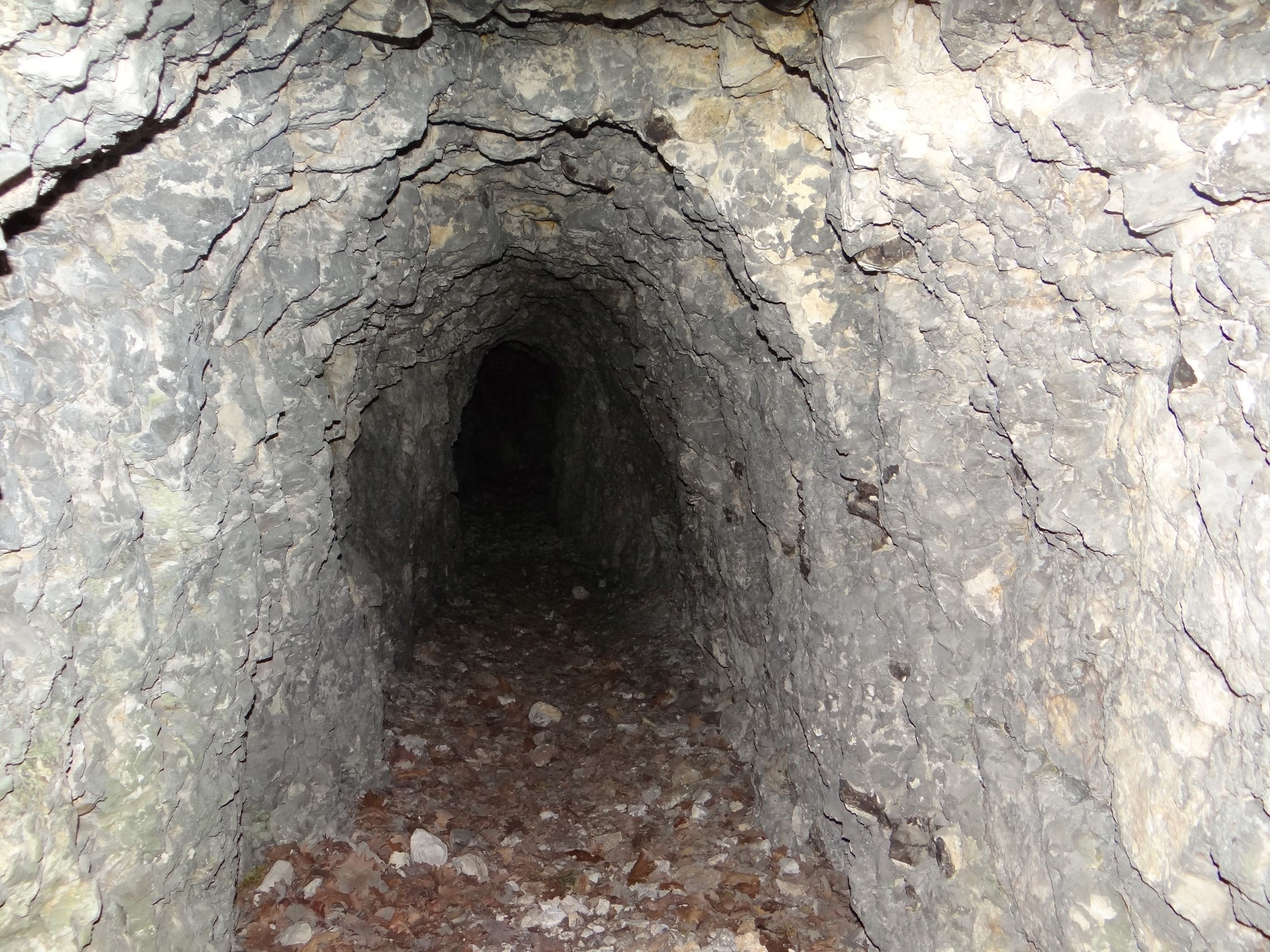
Korytarz za otworem nr 2
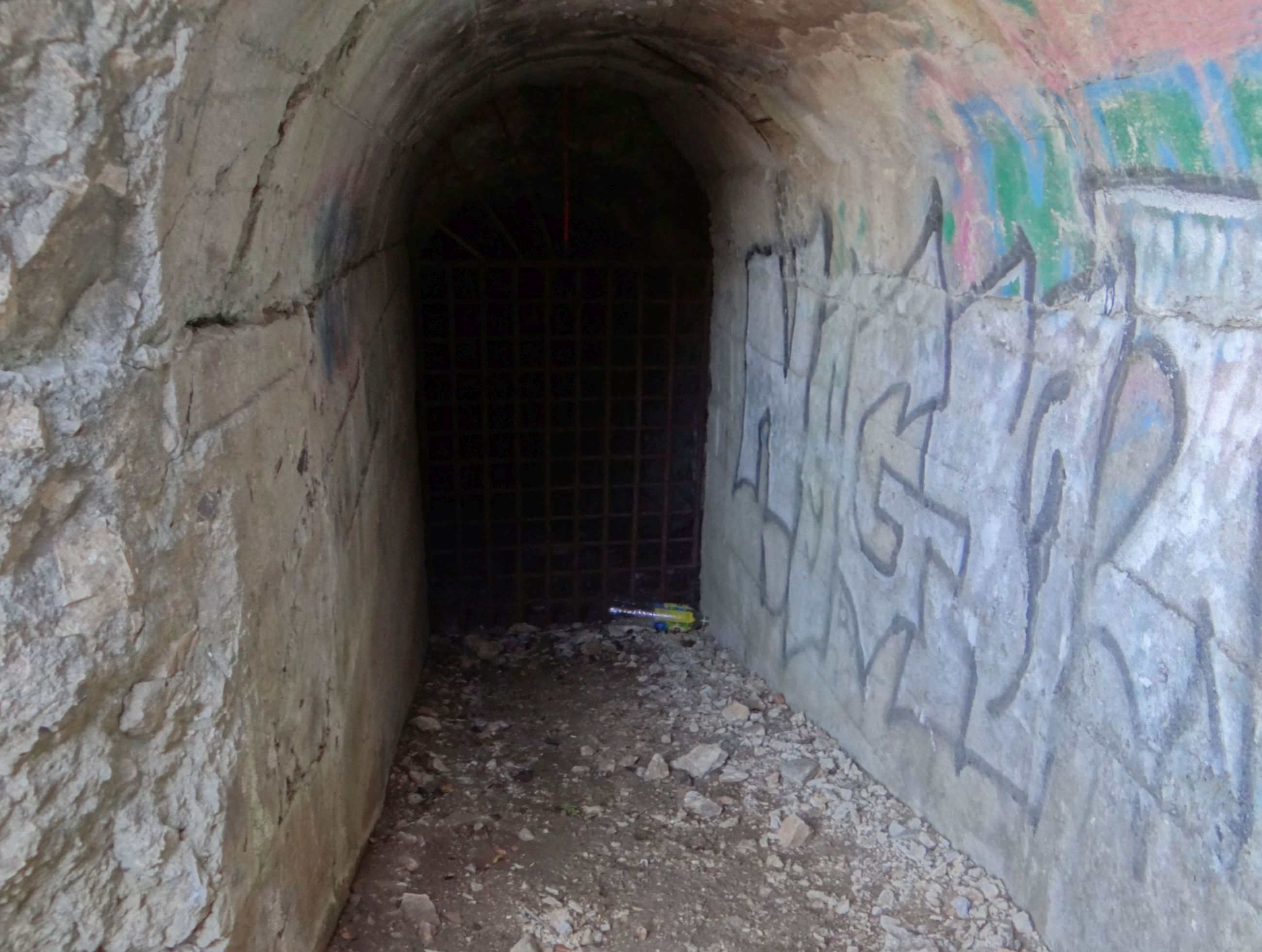
Otwór nr 4
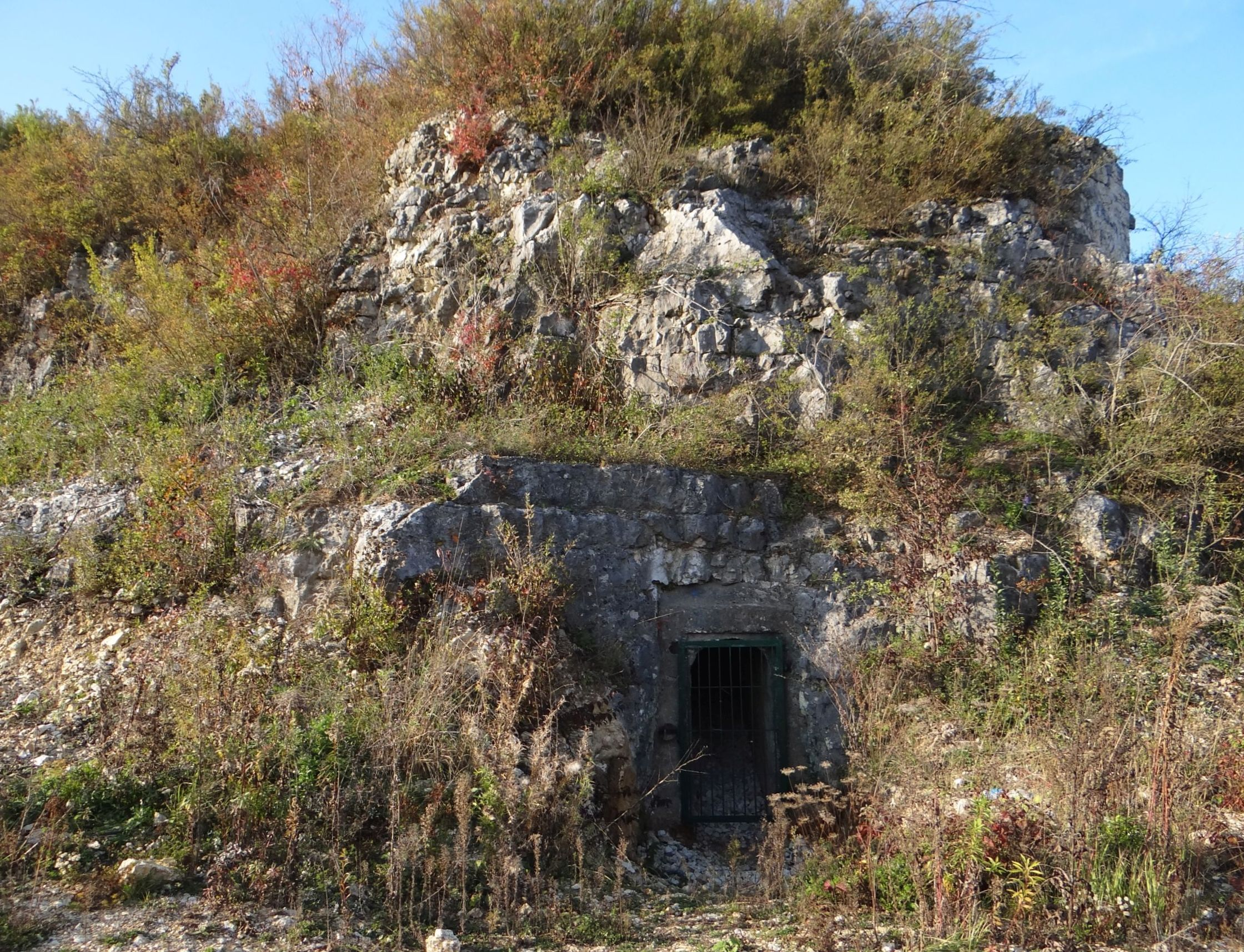
Otwór nr 5
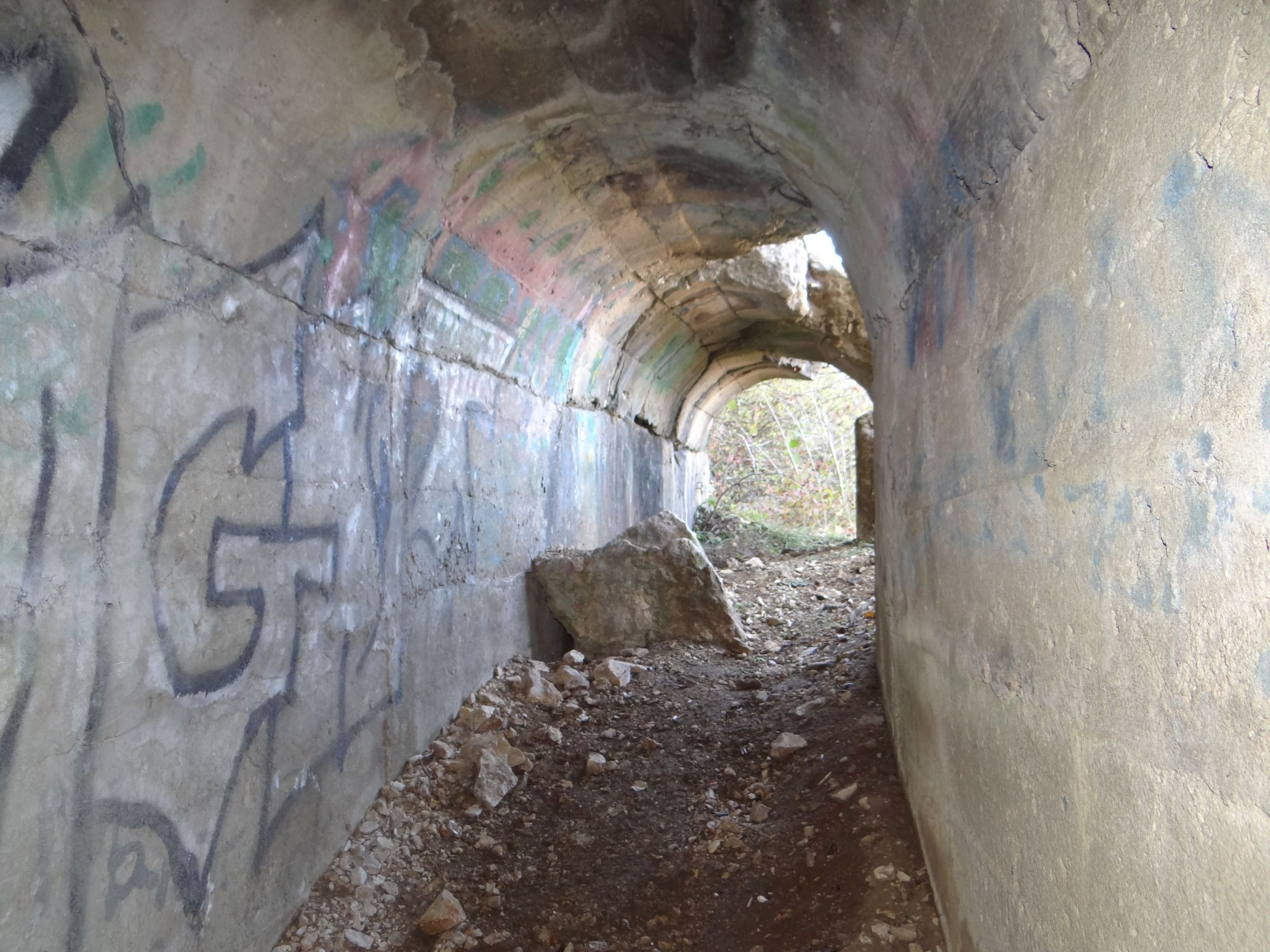